# Olomoucký kopec (600 m)
Olomoucký kopec s výškou 600 m n. m. leží u vesnice Boškov ve vojenském újezdu Libavá v Oderských vrších v okrese Olomouc. Severozápadně od vrcholu kopce se nacházela v letech 1821 až 1908 Skelná Huť (německy Glashütte, bývalá sklárna, pobočka Reichovy továrny v Krásně u Valašského Meziříčí).  V této továrně pracovalo mnoho lidí z Boškova a dnes zaniklé vesnice Heřmánky. Západním směrem se nachází Plazský potok (přítok řeky Odry) a na něm, v sedle, je ve vzdálenosti cca 270 m od vrcholu Olomouckého kopce rybník (poblíž Skelné huti). Olomoucký kopec se nachází poblíž hranice Vojenského újezdu Libavá a je veřejnosti běžně nepřístupný. Na Olomoucký kopec vede lesní cesta z Boškova do Skelné Huti.
Olomoucký kopec se nachází na rozhraní povodí řeky Odry a povodí řeky Bečvy (tj. povodí řeky Moravy, resp. povodí řeky Dunaj).

## Další informace
Jižní až východní svahy Olomouckého kopce protíná silnice Kozlov - Potštát.
Obvykle jedenkrát ročně může být Olomoucký kopec a jeho okolí přístupný veřejnosti v rámci cyklo-turistické akce Bílý kámen.

## Galerie

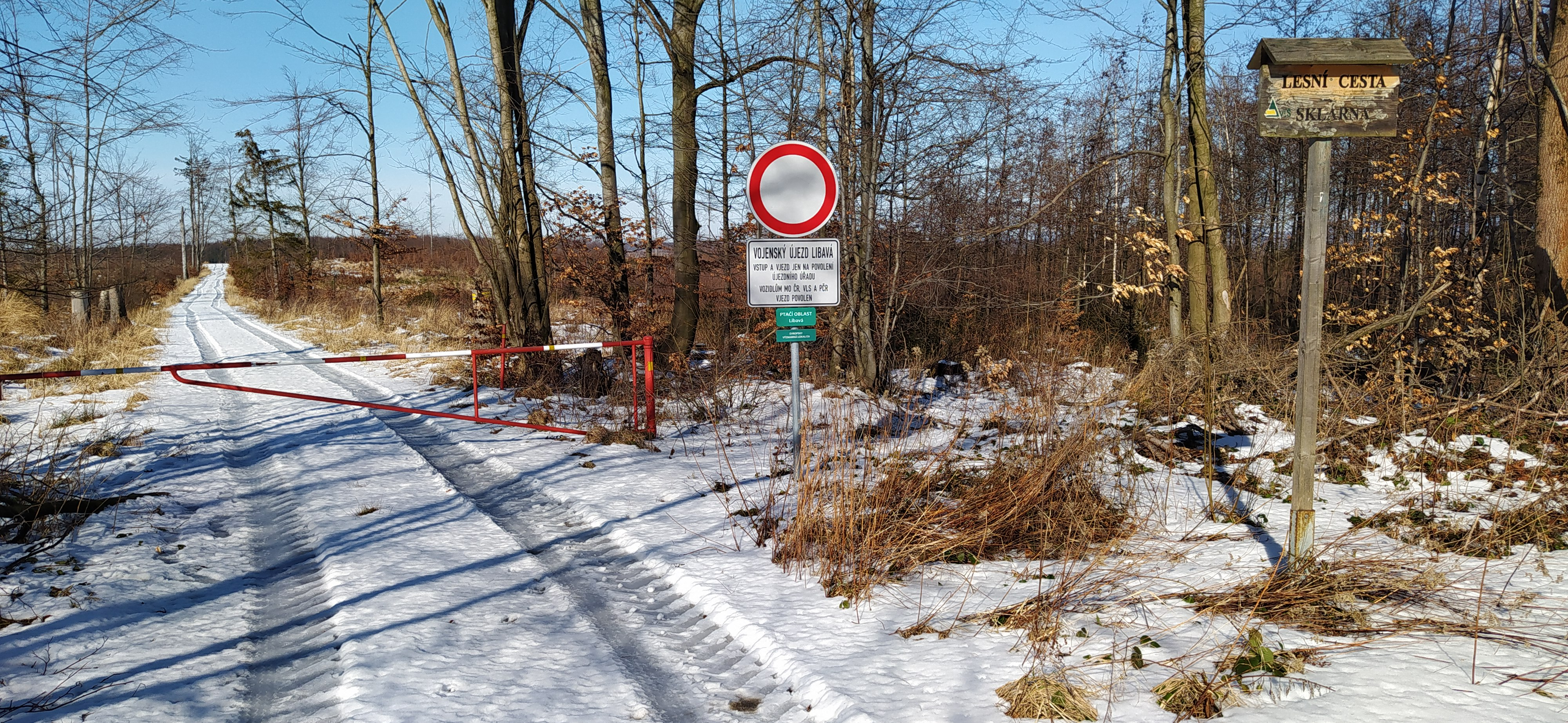
Pod Olomouckým kopcem, cesta z Boškova do Skelné huti
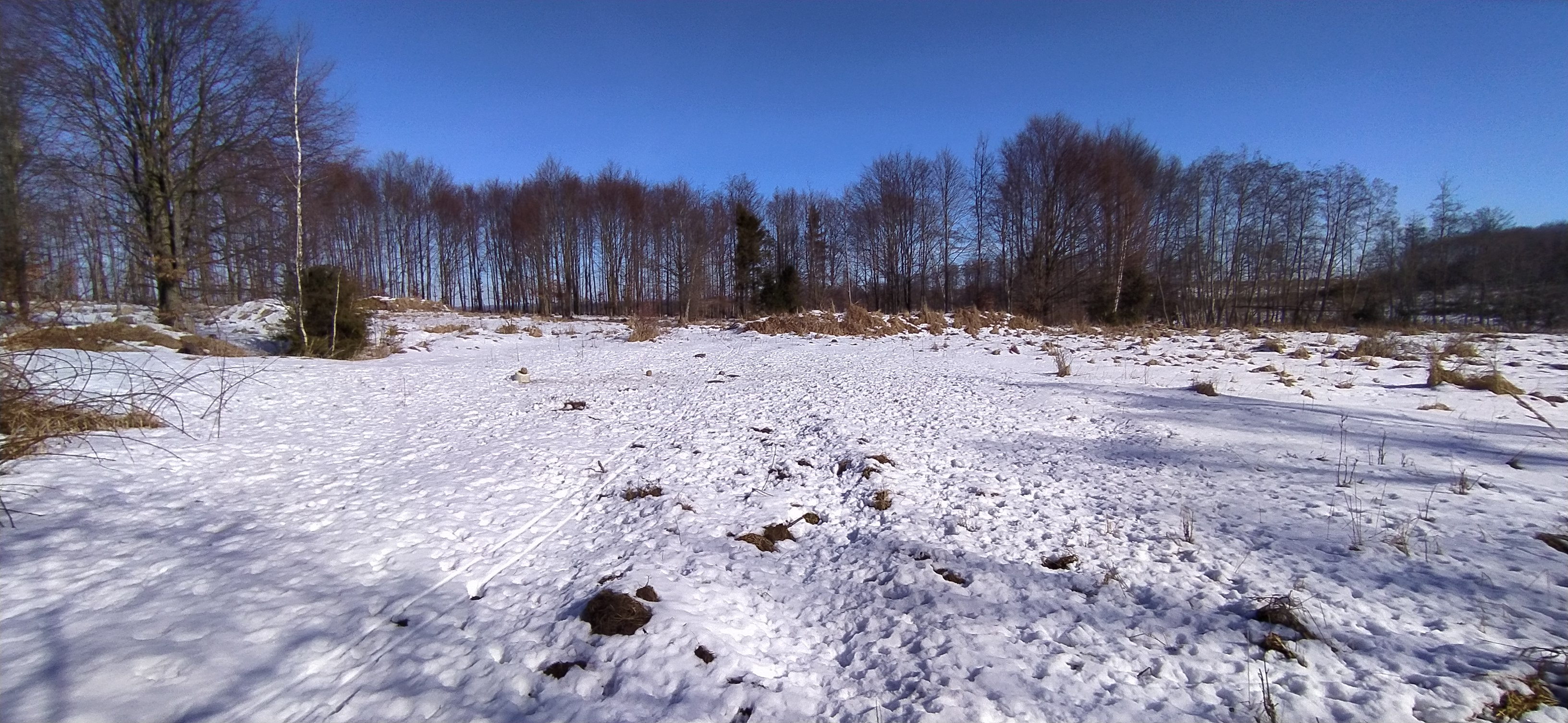
Zaniklá Skelná huť u Plazského potoka, pod Olomockým kopcem